# 加格达奇站
加格达奇站位于中华人民共和国黑龙江省大兴安岭地区加格达奇区，是富西铁路、伊加铁路上的一等区段站，承担嫩江、甘河、塔河3个方向的列车编组、解体和到达取送任务，由中国铁路哈尔滨局集团加格达奇车务段管辖。
车站随嫩林铁路建于1966年，1969年开始营业:180。1990年重建站房，面积3467平方米。1992年5月，站内旅客天桥建成投入使用。7月，加格达奇站由二等站升为一等站。2001年4月5日站房扩建工程开工，其中新建4201平方米，扩建1557平方米，并改建外立面，8月29日交付使用。
未来车站计划随富加铁路扩能改造工程扩建站房，到发线增至7条。

## 车站结构
2001年建成、2005年改造后的车站站房面积4201平方米，外立面为鄂伦春民族风格。其中售票厅173平方米，可容纳144名旅客购票；旅客候车大厅总面积1038.76平方米，可同时容纳旅客865人；高级候车厅500平方米，可容纳旅客416人；软席候车厅219平方米，可容纳旅客182人。

### 站场
站场有到发线6条、编组线8条；有两座旅客站台:180，通过长121米、宽5米、高12米的天桥连接；车站设有齐齐哈尔机务段加格达奇车间、加格达奇车间加格达奇客车技术整备所等设施。

## 車站周邊
- 大兴安岭资源馆
- 大兴安岭地区地税局
- 大兴安岭加格达奇公路客运站
- 大兴安岭地区艺术剧院
- 大兴安岭中医院
- 大兴安岭地区交通局